# Patrick Kipyegon Terer
Patrick Kipyegon Terer (ur. 6 lipca 1989) – kenijski lekkoatleta specjalizujący się w biegu na 3000 metrów z przeszkodami.
W 2007 zdobył był trzeci na mistrzostwach Afryki juniorów, a w kolejnym sezonie odniósł największy dotychczas sukces międzynarodowy zdobywając brązowy medal juniorskich mistrzostw świata. 
Rekord życiowy: 8:13,96 (3 lipca 2009, Metz).

## Osiągnięcia
| Rok  | Impreza                     | Miejsce   | Lokata     | Wynik   |
| ---- | --------------------------- | --------- | ---------- | ------- |
| 2007 | Mistrzostwa Afryki juniorów | Wagadugu  | 3. miejsce | 8:34,59 |
| 2008 | Mistrzostwa świata juniorów | Bydgoszcz | 3. miejsce | 8:25,14 |